# Abapeba
Genre
Abapeba est un genre d'araignées aranéomorphes de la famille des Corinnidae.

## Distribution
Les espèces de ce genre se rencontrent en Amérique du Sud, en Amérique centrale, aux Antilles et au Mexique.

## Liste des espèces
Selon World Spider Catalog (version 24, 24/03/2023) :
- Abapeba abalosi (Mello-Leitão, 1942)
- Abapeba brevis (Taczanowski, 1874)
- Abapeba cleonei (Petrunkevitch, 1926)
- Abapeba echinus (Simon, 1896)
- Abapeba grassima (Chickering, 1973)
- Abapeba guanicae (Petrunkevitch, 1930)
- Abapeba hoeferi Bonaldo, 2000
- Abapeba kochi (Petrunkevitch, 1911)
- Abapeba lacertosa (Simon, 1898)
- Abapeba luctuosa (F. O. Pickard-Cambridge, 1899)
- Abapeba lugubris (Schenkel, 1953)
- Abapeba pennata (Caporiacco, 1947)
- Abapeba rioclaro Bonaldo, 2000
- Abapeba rufipes (Taczanowski, 1874)
- Abapeba saga (F. O. Pickard-Cambridge, 1899)
- Abapeba sicarioides (Mello-Leitão, 1935)
- Abapeba taruma Bonaldo, 2000
- Abapeba wheeleri (Petrunkevitch, 1930)

## Systématique et taxinomie
Ce genre a été décrit par Bonaldo en 2000 dans les Corinnidae.

## Publication originale
- Bonaldo, 2000 : « Taxonomia da subfamília Corinninae (Araneae, Corinnidae) nas regiões Neotropica e Neárctica. » Iheringia (Zoologia), vol. 89, p. 3-148 (texte intégral).